# George Katsiaficas
George Katsiaficas est un historien et théoricien en Sciences sociales américain. Il est connu pour ses nombreux écrits sur les mouvements sociaux, notamment The Imagination of the New Left: The Global Analysis of 1968 et The Subversion of Politics: European Autonomous Social Movements and the Decolonization of Everyday Life. Il a été professeur de Sciences Sociales et de Sociologie au Wentworth Institute of Technology de Boston de 1985 jusqu'à sa retraite en 2015,, Il siège au comité exécutif du Caucus for a New Political Science.

## Effet Eros
Après avoir été encadré par Herbert Marcuse, Katsiaficas a créé le concept de «l'effet eros», un outil analytique pour expliquer les réveils politiques de masse et les rébellions spontanées qui balayent le monde à certaines périodes. Selon cette théorie, l'économie et la technologie ne peuvent à elles seules expliquer la propagation de ces mouvements. Au lieu de cela, il postule que les instincts humanistes de liberté et de justice sont déclenchés par des inégalités persistantes et explosent de manière virale entre les populations.
Katsiaficas écrit que «dans les moments d'effet eros, les intérêts universels se généralisent en même temps que les valeurs dominantes de la société sont niées (comme le chauvinisme national, la hiérarchie et l'individualisme)». D'autres spécialistes de la théorie notent que «les rébellions dans les nations tant industrielles que préindustrielles manifestent des intérêts partagés dans l'auto-gouvernance anti - autoritaire, la solidarité internationale, la transformation de la vie quotidienne et la création et la promotion de valeurs et d'éthique alternatives». Katsiaficas et d'autres ont appliqué ce cadre au mouvement anti-mondialisation, aux soulèvements du « pouvoir populaire » en Asie dans les années 1980 (en particulier au soulèvement de Gwangju ) et au printemps arabe, entre autres événements.